# Ndawedwa Denga Hanghuwo
Ndawedwa Denga Hanghuwo, né à Windhoek (Namibie), est un écrivain namibien.
Il est principalement connu pour sa nouvelle Silhouette, lauréate du Bank Windhoek Doek Literary Awards en 2021, qui a contribué à faire émerger une nouvelle génération de voix littéraires en Namibie.

## Biographie
Ndawedwa Denga Hanghuwo est diplômé en anglais et linguistique de l'Université des sciences et technologies de Namibie (Namibia University of Science and Technology, NUST). Il est membre du Doek Collective pour la période 2022–2023.

## Œuvre
Sa nouvelle Silhouette, publiée dans le numéro 5 du Doek! Literary Magazine (mars 2021), a remporté le prix de la meilleure fiction lors de la première édition du Bank Windhoek Doek Literary Awards. L'histoire aborde les tensions familiales, la dépression et le suicide, dans un style introspectif et fragmenté.
Il a également publié :
- The Jacket Seen on Tal Street, dans la revue Lolwe (2024)[5]
- When the Rains Come, dans l'anthologie Now Now du Doek Collective (2023)[2]

## Style et réception
Hanghuwo est salué pour sa prose sensible et sa capacité à évoquer des émotions complexes à travers des images fortes et un rythme maîtrisé. Son travail s'inscrit dans une littérature namibienne en pleine mutation, portée par des auteurs jeunes et engagés.

## Influence et engagements
En plus de son activité littéraire, Hanghuwo participe à des ateliers d'écriture et des événements culturels organisés par le Doek Collective, une initiative visant à promouvoir la littérature namibienne et africaine.